# Inhibiteur dépendant de la protéine Z

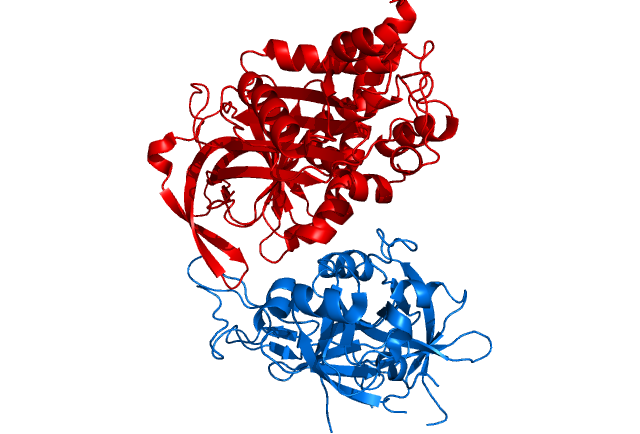
Structure cristalline de l'inhibiteur de peptidase dépendant de la protéine Z (rouge) en complexe avec la protéine Z (bleu).

L'inhibiteur dépendant de la protéine Z (ZPI pour Protein Z-related protease inhibitor) est une protéine intervenant dans la régulation de la coagulation sanguine.
Il inhibe les facteurs de coagulation X et XI. Pour l'inhibition du facteur X, il nécessite la protéine Z comme cofacteur, des phospholipides et du calcium.
C'est une protéine de 72 kDa synthétisée par le foie.

## Déficit
Le déficit en inhibiteur dépendant de la protéine Z est une maladie rare qui mène à un risque accru de thrombose (thrombophilie); le risque relatif est évalué à 3,3.
Ce déficit est retrouvé chez approximativement 4,4 % des patients présentant une thrombose.